# Überall sitzen sie
Überall sitzen sie ist eine erstmals 1958 veröffentlichte Erzählung von Hans Daiber.

## Inhalt
Der Erzähler, ein beruflich erfolgreicher Ehemann, wird in seinem Haus offenbar von Geistererscheinungen heimgesucht, die aber Folge eines Schocks sind. Er hatte das Vorgängergebäude nach dem Zweiten Weltkrieg gekauft und abreißen lassen. Beim Freilegen des Kellers, der als Luftschutzraum diente, wurden dabei mehrere Leichen entdeckt. Die Menschen waren vermutlich Opfer des erhöhten Luftdrucks infolge der Bombenexplosion. Der von dem Anblick zutiefst Betroffene machte dem ehemaligen Besitzer des Anwesens zunächst Vorwürfe, bis sich beide auf die anteilige Übernahme der Begräbniskosten einigten und die Toten heimlich abholen ließen. Seiner Frau Lore erzählte er nie etwas von dem Vorfall. Da sich die Erscheinungen aber häufen und der Erzähler auch im Auto nicht mehr vor ihnen fliehen kann, weicht er seiner Gattin kaum noch von der Seite und lädt zur Zerstreuung auch täglich Gäste ein. Zu einem Verkauf des Hauses kann er sich gleichwohl nicht entschließen. Lore findet sein Verhalten zwar auffällig, trägt es aber mit Humor. Als sie eines Tages die hölzerne Spielzeugeisenbahn findet, die einst bei den Leichen lag, glaubt sie, ihr Mann hege entgegen ihren bisherigen Plänen einen Kinderwunsch.

## Veröffentlichungen
Das Werk wurde erstmals 1958 in der Zeitschrift Akzente veröffentlicht. Volk und Welt gab die Geschichte im Rahmen der Reihe Erkundungen auch in der DDR heraus.